# Rallye Sanremo
Rallye Sanremo är en italiensk rallytävling som hålls runt staden Sanremo. 
Rallyt startades 1961 under namnet Rally dei Fiori. Mellan 1973 och 2003 ingick tävlingen i rally-VM men ersattes inför 2004 av Rally Italia Sardegna som Italiens deltävling i Rally-VM.
Rallye Sanremo ingår sedan 2004 i Italienska Rallymästerskapet, och ingick mellan 2006 och 2012 också i det numera nedlagda Intercontinental Rally Challenge. 
2013 var Rallye Sanremo istället en deltävling i det nylanserade Europeiska Rallymästerskapet (ERC) men har sedan dess endast varit en tävling i Italienska mästerskapet.

## Vinnare av Rallye Sanremo
| År     | Vinnare                                  | Bil                         |
| ------ | ---------------------------------------- | --------------------------- |
| 2003   | Sébastien Loeb Daniel Elena              | Citroën Xsara WRC           |
| 2002   | Gilles Panizzi Hervé Panizzi             | Peugeot 206 WRC             |
| 2001   | Gilles Panizzi Hervé Panizzi             | Peugeot 206 WRC             |
| 2000   | Gilles Panizzi Hervé Panizzi             | Peugeot 206 WRC             |
| 1999   | Tommi Mäkinen Risto Mannisenmäki         | Mitsubishi Lancer Evolution |
| 1998   | Tommi Mäkinen Risto Mannisenmäki         | Mitsubishi Lancer Evolution |
| 1997   | Colin McRae Nicky Grist                  | Subaru Impreza WRC          |
| 1996   | Colin McRae Derek Ringer                 | Subaru Impreza 555          |
| 1995   | Piero Liatti Alessandro Alessandrini     | Subaru Impreza WRX          |
| 1994   | Didier Auriol Bernard Occelli            | Toyota Celica Turbo 4WD     |
| 1993   | Franco Cunico Stefano Evangelisti        | Ford Escort RS Cosworth     |
| 1992   | Andrea Aghini Sauro Farnocchia           | Lancia Delta HF Integrale   |
| 1991   | Didier Auriol Bernard Occelli            | Lancia Delta Integrale      |
| 1990   | Didier Auriol Bernard Occelli            | Lancia Delta Integrale      |
| 1989   | Miki Biasion Tiziano Siviero             | Lancia Delta Integrale      |
| 1988   | Miki Biasion Tiziano Siviero             | Lancia Delta Integrale      |
| 1987   | Miki Biasion Tiziano Siviero             | Lancia Delta HF 4WD         |
| 1986 * | Markku Alén Ilkka Kivimäki               | Lancia Delta S4             |
| 1985   | Walter Röhrl Christian Geistdörfer       | Audi Sport Quattro S1       |
| 1984   | Ari Vatanen Terry Harryman               | Peugeot 205 Turbo 16        |
| 1983   | Markku Alén Ilkka Kivimäki               | Lancia Rally 037            |
| 1982   | Stig Blomqvist Björn Cederberg           | Audi Quattro                |
| 1981   | Michèle Mouton Fabrizia Pons             | Audi Quattro                |
| 1980   | Walter Röhrl Christian Geistdörfer       | Fiat 131 Abarth             |
| 1979   | Antonio Fassina Mauro Mannini            | Lancia Stratos              |
| 1978   | Markku Alén Ilkka Kivimäki               | Lancia Stratos              |
| 1977   | Jean-Claude Andruet Christian Delferrier | Fiat 131 Abarth             |
| 1976   | Björn Waldegård Hans Thorszelius         | Lancia Stratos              |
| 1975   | Björn Waldegård Hans Thorszelius         | Lancia Stratos              |
| 1974   | Sandro Munari Mario Mannucci             | Lancia Stratos              |
| 1973   | Jean-Luc Thérier Jacques Jaubert         | Alpine A110 1800            |

* – Resultatet ströks senare ur VM-sammandraget.